# Mario Scelba
Mario Scelba (5 tháng 9 năm 1901 – 29 tháng 10 năm 1991) là chính trị gia Dân chủ Thiên Chúa giáo giữ chức Thủ tướng thứ 33 của Ý từ tháng 2 năm 1954 đến tháng 7 năm 1955. Ông còn là Chủ tịch Nghị viện Châu Âu từ năm 1969 đến năm 1971.